# CTDI
Il CTDI (sigla di Computed tomography dose index) è un indice di esposizione alle radiazioni ionizzanti comunemente utilizzato nella tomografia computerizzata (TC). Il CTDI può essere utilizzato in combinazione con le dimensioni paziente per determinare la dose assorbita. Il CTDI e la dose assorbita possono tuttavia differire oltre di un fattore due per i pazienti più piccoli, come i pediatrici.

## Definizione
Il CTDI è definito dal Dipartimento della Salute e dei Servizi Umani degli Stati Uniti d'America (HHS), nel 1984, come dose media impartita per una singola acquisizione assiale ad un dosimetro (realizzato tramite una camera a ionizzazione) di forma cilindrica lungo 100 mm all'interno di un fantoccio di PMMA, sulla larghezza di 14 sezioni TC.
{\displaystyle CTDI={\frac {1}{nT}}\int _{-7T}^{7T}{D(z)dz}}
dove {\displaystyle n} è il numero di fette acquisite, {\displaystyle T} è la larghezza di fetta e {\displaystyle D(z)} è la dose assorbita misurata nella posizione {\displaystyle z} lungo l'asse maggiore del tomografo.
Questa equazione è spesso usata in una forma modificata
{\displaystyle CTDI_{100}={\frac {1}{nT}}\int _{-50mm}^{50mm}{D_{a}(z)dz}}.
La dose assorbita in aria {\displaystyle D_{a}(z)} può essere convenientemente valutata con una camera a ionizzazione standard a 100 mm. Tipicamente, la distribuzione della dose all'interno della fetta TC è molto più omogenea rispetto a quella impartita mediante radiografia, ma tuttavia assume valori leggermente più grandi nella periferia rispetto al centro della scansione. Pertanto una terza misura, il CTDI pesato, è stata introdotta:
{\displaystyle CTDI_{w}={\frac {1}{3}}CTDI_{100}^{central}+{\frac {2}{3}}CTDI_{100}^{peripheral}.}
Misure simili con camere ancora più ampie sono utili per i sistemi TC dotati di un numero molto elevato di file di detettori.